# Semiothisa compsa
Semiothisa compsa är en fjärilsart som beskrevs av West 1929. Semiothisa compsa ingår i släktet Semiothisa och familjen mätare. Inga underarter finns listade i Catalogue of Life.